# Delias kuehni
Delias kuehni är en fjärilsart som beskrevs av Eduard Honrath 1887. Delias kuehni ingår i släktet Delias och familjen vitfjärilar. Inga underarter finns listade i Catalogue of Life.

## Bildgalleri

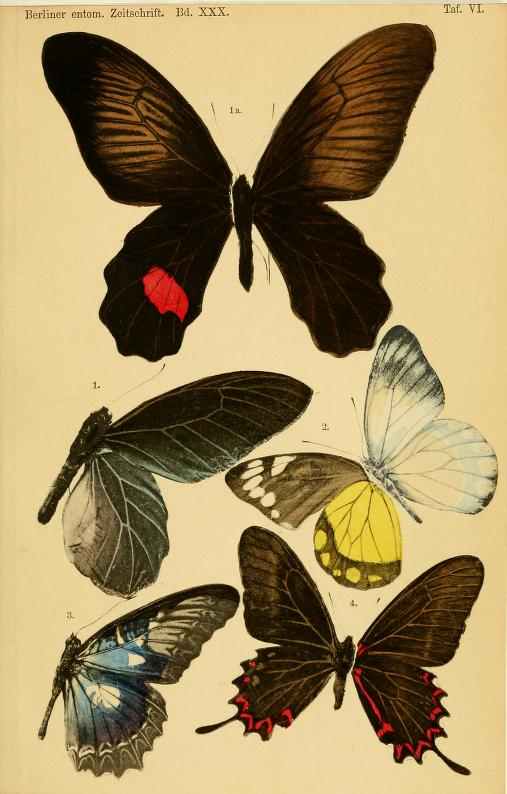